# Pentti Linnosvuo
Pentti Tapio Akseli Linnosvuo (Vaasa, 17 de marzo de 1933 – Helsinki, 13 de julio de 2010) fue un tirador deportivo finlandés. Junto a Alfred Lane, es el único competidor olímpico en haber conseguido los oros en las modalidades de pistola libre de 50 metros y pistola de fuego de 25 metros – la  técnica difiere mucho entre estas dos modalidades y, por lo tanto, pocos tiradores modernos de alto nivel pueden sobresalir en ambos. Compitió en cinco Juegos Olímpicos entre 1952 y 1968, colgándose dos medallas de oro y una de plata.
Linnosvuo nació en Vaasa pero se crio y creció en Helsinki, donde jugó al hockey sobre hielo con el Helsingin Jalkapalloklubi, y baloncesto y fútbol con el Sudet. Comenzó con el tiro deportivo a los 15 años, primero con un rifle pero cambió a la pistola, que era más cómoda para él que era zurdo. En 1951 ganó su primer título nacional y en los Juegos Olímpicos celebrados en su ciudad en 1952 acabó quinto en la categoría de pistola de fuego de 25 metros. Posteriormente ganó quince campeonatos nacionales entre 1952 y 1967 y fue el abanderado de la delegación finlandesa en los Juegos Olímpicos de México 1968. También participó en cinco mundiales, aunque tan solo consiguió medalla en uno de ellos en 1954.
Mientras competía, entre 1957 y 1965 Linnosvuo trabajó para S Group, una empresa minorista finlandesa. Después de retirarse,  entrenó las selecciones de tiro de Finlandia, la RFA, Suiza y Noruega. De 1983 a 1999 fue el presidente de la Asociación de Caza de Finlandia y entre 1995 y 1998 fue el presidente de la Asociación de Campeones Olímpicos de Finlandia.